# George MacPherson
Phil MacPherson CBE (Newtonmore, 16 d'octubre de 1903 - 2 de març de 1981), també conegut com a GPS Macpherson, fou un jugador de rugbi escocès. MacPherson va disputar 26 partits amb la selecció escocesa entre 1922 i 1932.

## Biografia
MacPherson av néixer a Newtonmore, a Badenoch (Escòcia), i va estudiar al Fettes College d'Edimburg. Posteriorment va assistir a la Universitat d'Oxford. Allí va descobrir el seu talent pel rugbi, essent seleccionat per l'Oxford University RFC. Gràcies a la seva participació am l'equip de la universitat, el jugador escocès fou seleccionat per primera vegada per jugar amb Escòcia, l'any 1922, en el marc del Cinc Nacions. L'any 1924 tornaria a ser convocat per jugar amb els escocesos, aconseguint el seu primer assaig amb la selecció el 2 de febrer d'aquell any en un partit contra Gal·les. Aquell any només jugaria un altre partit internacional, aquest cop contra Selecció de rugbi XV d'Anglaterra.
L'any següent MacPherson fou nomenat capità de la selecció escocesa. Com a tal, va conduir a Escòcia cap a la consecució del seu primer títol de Grand Slam, és a dir, va aconseguir derrotar totes les seleccions participants en el Cinc Nacions: Anglaterram, Gal·les, Irlanda i França en una temporada. El primer partit d'aquell any fou contra França, el 25 de gener, a Inverleith. MacPherson va resultar ser un dels jugadors més influents de l'equip en la victòria aconseguida per 25 a 4. El següent partit d'Escòcia fou contra Gal·les, en el qual MacPherson també va jugar. El partit es va disputar a Swansea, i al final els escocesos van aconseguir vèncer per 14 a 24, arribant a aconseguir un avantatge de 5 a 24. En el tercer partit, contra Irlanda, MacPherson no va jugar, tot i que Escòcia es va imposar per 8 a 14 de totes maneres. En el darrer partit d'aquell Cinc Nacions de 1925, MacPherson va tornar a jugar. L'enfrontament era contra Anglaterra, i es disputava al Murrayfield Stadium d'Edimburg, que tot just s'havia acabat de construir. L'estadi es va omplir amb 70.000 espectadors. Després d'un avantatge inicial anglès, que es va avançar amb un 5-11 al marcador, Escòcia va aconseguir un assaig, que va involucrar bona part de la plantilla, inclòs MacPherson, que va reduir la diferència fins al 10 a 11, Després d'un gol, no obstant, Escòcia va prendre l'avantatge, 14 a 11, resultat que es va mantenir fins al final del partit, atorgant a Escòcia el seu primer Grand Slam de la història.
MacPherson no va poder disputar el Cinc Nacions de 1926, ja que es trobava estudiant a Yale, als Estats Units, tot i que si que va tornar per competir en el Cinc Nacions de 1927. Finalment, va jugar amb Escòcia fins al final de la temporada 1931-32. En total, a part del Grand Slam del 1925, MacPherson va aconseguir també compartir el títol del 1927 amb Irlanda, i adjudicar-se en solitari el Cinc Nacions de 1929.
L'únic partit que va disputar mai contra un equip de l'Hemisferi sud fou el 1932, davant d'Àfrica del Sud. Macpherson posteriorment es convertiria en vicepresident del banc mercantil Kleinwort Benson, entre el 1961 i el 1969. El 2001 MacPherson fou escollit per formar part del millor XV històric de la selecció escocesa. També fou elegit com un dels millors atacants escocesos de la història. Aquesta selecció es va fer mitjançant enquestes encarregades per la Scottish Rugby Magazine i el The Herald. El 2002 també fou introduït en el Saló de la Fama Escocès dels Esports.

## Palmarès
- Torneig de les Cinc Nacions (3): 1925, 1927 i 1929